# Stefan Krusell
Stefan Krusell, född 9 juli 1951 i Tranås, är en svensk grafiker och tecknare, bosatt och verksam i Trollhättan. 
Stefan Krusell studerade vid Konstfack mellan 1972 och 1975. 
1990 genomförde Stefan Krusell en inventering hos Blomgrens stenhuggeri i Vänersborg vilket resulterade i ett 40-tal teckningar. Dessa visades 1991 på Museihallen i Vänersborg. 
Vyerna över slussområdet i Trollhättan är motiv som Stefan Krusell har avbildat i flera av sina verk.
Stefan Krusell har varit representerad på flera stora utställningar bland annat på Liljevalchs konsthall i Stockholm. Krusell finns representerad hos Statens konstråd, Vänersborgs museum samt i ett 15-tal landstings- och kommunala samlingar. Han har även haft flera separata utställningar.